# Joaquín Marsillach
Joaquín (Joaquim) Marsillach Lleonart (Barcelona, 1859 - Caldas de Estrach, 1883) fue un crítico musical español y profundo estudioso de la obra de Richard Wagner.

## Biografía
Hijo del médico Joan Marsillach i Parera y nieto de cirujano, estudió Medicina en Barcelona con José de Letamendi, quien también influyó en su formación musical. Tuvo que abandonar las aulas en 1877 debido a una enfermedad pulmonar, tisis, y debió viajar a Suiza a hacer una cura. Allí se familiarizó con la música de Richard Wagner. El contraste que le provocó esta música con lo que de ella había oído decir, lo llevó a estudiar sus obras. Las publicaciones sobre la misma y su vida no eran entonces muy abundantes.
Fue a Alemania a conocerlo personalmente y asistió al primer Festival de Bayreuth (1876). Se convirtió en amigo de Wagner (uno de los dos únicos amigos españoles del compositor; el otro fue el pintor Rogelio de Egusquiza) y miembro del Patronato del festival. Desde entonces se dedicó a propagar la música wagneriana en Cataluña. En 1878 publicó Ricardo Wagner. Ensayo biográfico-crítico (con un prólogo de Letamendi que tanto gustó a Richard Wagner que lo publicó en su revista Bayreuther Blätter en septiembre de 1878). En 1881 se publicó, en Milán, una traducción al italiano de la obra. Polemizó con el crítico Antonio Fargas, rebatiendo las Observaciones ..., obra donde este defendía la ópera italiana, con una Contrarréplica ... (1879). En 1880 publicó un opúsculo sobre la ópera Mefistófeles, de Arrigo Boito, que amplió en 1883. En 1882 asistió al estreno de Parsifal.
Fundó en 1870 la Sociedad Wagner, con Felipe Pedrell, Andreu Vidal Limona, Claudio Martínez Imbert y José de Letamendi. En 1881, fue nombrado crítico musical del diario La Renaixença y Arte y Letras, y publicó una serie de artículos entre los que destacan La Historia del Lohengrin (1882), Un entreacto del Lohengrin y Peregrinación a la Meca del Porvenir.